# Allocharopa tarravillensis
Allocharopa tarravillensis là một loài very small air-breathing land snails, terrestrial pulmonate gastropoda Molluscas trong họ Charopidae. Đây là loài đặc hữu của Úc.